# Clavelina fecunda
Clavelina fecunda is een zakpijpensoort uit de familie van de Clavelinidae. De wetenschappelijke naam van de soort is voor het eerst geldig gepubliceerd in 1904 door Sluiter.